# Товарный дефицит в СССР
Товарный дефицит в СССР — явление, присущее советской плановой экономике, постоянный недостаток отдельных товаров и услуг, которые покупатели не могли приобрести, несмотря на наличие денежных средств.
В тех или иных масштабах и разных сферах жизни товарный дефицит был характерен практически для всей истории существования СССР и в брежневское время сформировал «экономику продавца» — производители и система торговли в условиях планового хозяйствования (отсутствие конкуренции, фиксированные государственные розничные цены и др.) не были финансово заинтересованы в качественном сервисе, своевременных поставках, рекламе, привлекательном дизайне и поддержании высокого качества товаров (однако отсутствие финансовой заинтересованности не исключало идеологическую). 
К тому же, из-за проблем, характерных для плановой экономики страны, периодически исчезали из продажи даже самые обычные товары первой необходимости (например, туалетная бумага). Осенью 1969 года на целлюлозно-бумажном комбинате в Сясьстрое Ленинградской области начали первый в СССР массовый выпуск туалетной бумаги.
Данное явление относилось не только к производству промтоваров массового потребления («ширпотреб»), но и, в значительной степени, к крупному промышленному производству (например автомобилестроению — фактически весь период «свободной торговли» её продукцией проходил в условиях строго лимитированных и нормируемых «рыночных фондов»).

## Причины появления дефицита
В государственной системе торговли СССР существовал контроль цен на товары и услуги; соответственно, в результате установления цен на искусственно низком уровне спрос увеличивался до точки, где предложение не может удовлетворить реальные потребности, что приводило к дефициту товаров и услуг, цены на которые контролируются.
Лауреат Нобелевской премии Милтон Фридман сказал: «Мы, экономисты, знаем не очень много, но мы знаем, как создать дефицит. Если вы хотите создать дефицит, например, помидоров, нужно просто принять закон, по которому розничные торговцы не могут продавать помидоры более чем за два цента за фунт. Мгновенно вы будете иметь дефицит помидоров».
Также существует мнение, что дефицит является неотъемлемым свойством плановой экономики, поскольку централизованное планирование не в состоянии учесть ни огромное число товарных позиций, ни постоянно изменяющиеся потребности людей. На эту проблему в 1920 году указывал Людвиг фон Мизес.
Исследуя причины дефицита, учёные указывают на неравномерность распределения товаров широкого потребления в СССР, вызывавшую фактические диспропорции приобретения и потребления на фоне декларируемого равенства.
- Географическая неравномерность: столицы и крупные промышленные центры снабжались лучше провинциальных городов, что вызывало «продовольственные туры» в эти столицы и центры («колбасные электрички»)[10].
- Социальные диспропорции. Работники торговли, лёгкой и пищевой промышленности имели лучший доступ к потребительским товарам, что порождало систему «блата» при приобретении этих товаров. Столы заказов для номенклатуры, членов творческих союзов, ветеранов, инвалидов, многодетных семей тоже предоставляли возможность этим категориям людей получать дефицитные продукты на приоритетной основе[10].
- Качество продуктов и товаров, снижавшееся из-за ненадлежащего хранения и других причин[10].

## СССР как страна перманентного дефицита
Дефицит в СССР пережил несколько пиков, обычно сопровождавшихся введением элементов нормированного распределения (карточная, талонная система). Елена Осокина пишет, что «воспроизводство и обострение дефицита было заложено в самой природе централизованного распределения, что делало перебои, кризисы и карточки в торговле хроническими».

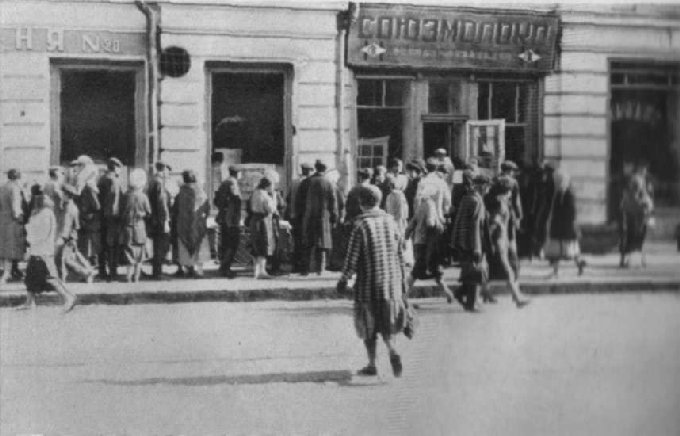
Очередь в молочный магазин, 1933 год

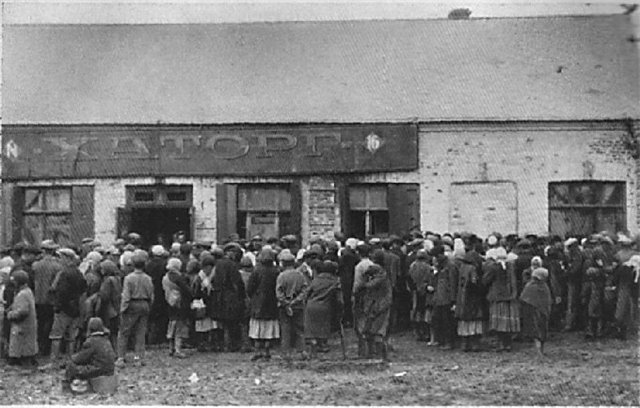
Толпа у магазина, 1933 год

Первый пик был вызван индустриализацией, сворачиванием НЭПа и внедрением новой организации экономики. Появился дефицит на многие товары массового спроса, в том числе пищевые продукты, и с конца 1928 года в городах вновь вводится многозвенная карточная система, то есть нормированное распределение по группам населения. При этом сохранялась свободная коммерческая продажа этих продуктов по очень высоким ценам. Этот пик, как утверждала официальная идеология, постепенно сошёл на нет к концу 1930-х годов с подъёмом стахановского движения.
Отмена карточной системы в 1935 году сопровождалась одномоментным резким повышением государством цен, сократившим покупательский спрос. Ей предшествовала легализация в мае 1932 года колхозных рынков, на которых разрешили торговать и колхозникам, и частникам, а также массового создания подсобных хозяйств при предприятиях.
Считается, что поводом для этого послабления послужил бунт в городе Вичуге Ивановской области рабочих Объединённой мануфактуры им. Шагова, фабрики им. Красина и фабрики «Красный Профинтерн» по причине резкого снижения карточной нормы выдачи хлеба с 1 апреля 1932 года.
Своего апогея первый пик достиг в начале 1940-х годов.
Второй пик был вызван Великой Отечественной войной и закончился с завершением послевоенного восстановления экономики.

Очередь в ларёк в Переяславле-Залесском, 1964 год

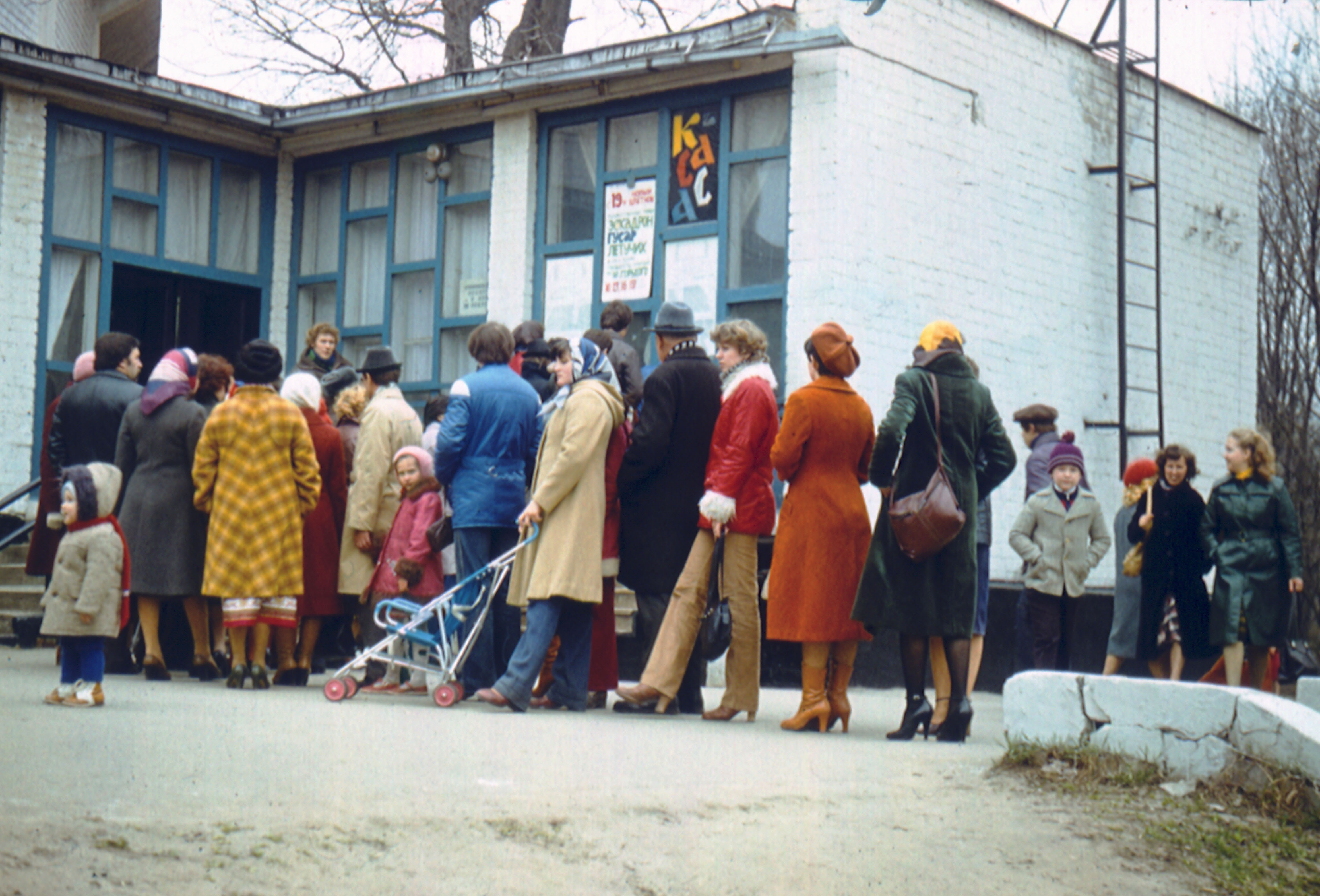
Очередь за билетами в кино, Харьков, 1984 год

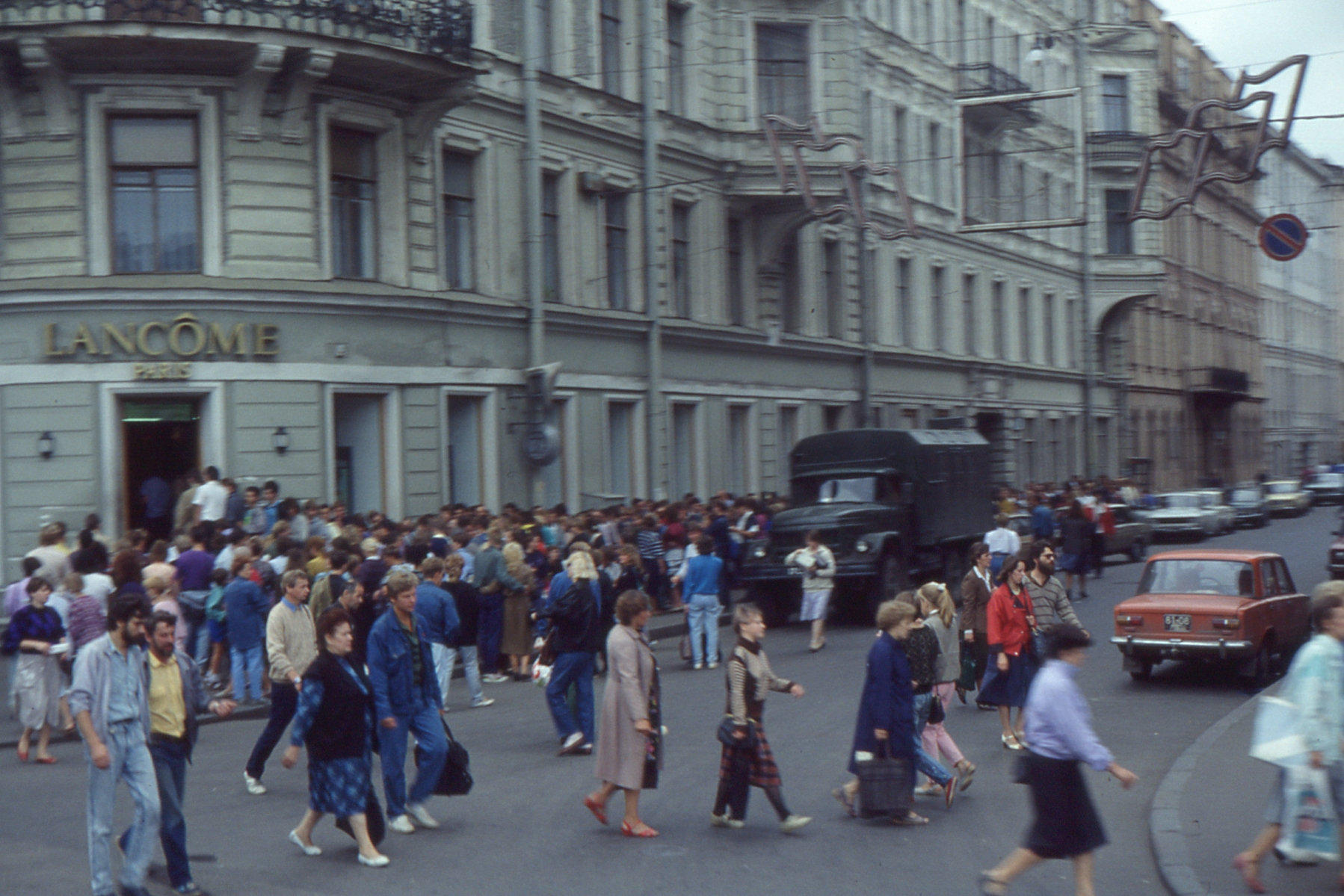
Ленинград, Невский проспект, 1991 год, очередь в магазин косметики и парфюмерии Lancôme

Третий пик товарного дефицита в СССР был вызван последствиями экономических реформ 1960-х годов (крах и свёртывание экономической политики Хрущёва, а затем «косыгинской реформы») и, в дальнейшем, после некоторой (связанной с высокими нефтяными ценами) стабилизации — в период Перестройки (особенно в последние, 1989—1991-й годы), когда в результате отмены монополии внешней торговли, расцвета спекулятивной кооперации на фоне резкого увеличения не обеспеченной товарами денежной массы дефицитными стали практически все пользующиеся хоть каким-либо спросом товары
Несмотря на то, что брежневская эпоха характеризовалась замедлением темпов экономического развития и складыванием предпосылок экономического кризиса, его возникновение во многом имело искусственный характер. Это касается и антиалкогольной кампании, и понижения (понижения, а не падения) цен на нефть. Но решающий удар по советской экономике нанесла реформа 1987 года.
Когда в конце 1987 года Н. И. Рыжков представил на заседание Политбюро план развития народного хозяйства на 1988 год, он получил одобрение только после того, как «госзаказ по многим министерствам был снижен сразу на одну треть, а в некоторых отраслях — наполовину и более от общего объёма производства».
Это означало, что, начиная с 1988 года, предприятия получили возможность сократить объём выпускаемой ими «обязательной» продукции, а всю продукцию, произведённую сверх госзаказа, реализовать на рынке по «договорным ценам».
В промежутках между этими пиками товарный дефицит продолжал существование, но не доходил до введения карточного распределения. Предвоенные годы целиком прошли под знаком борьбы Политбюро с массовым наплывом покупателей в крупные промышленные центры. До осени 1939 года «товарный десант» в крупные города не имел продовольственного характера. Жители сёл и небольших городов ездили по стране в поисках мануфактуры, обуви, одежды. С осени 1939 года стали расти очереди и за продуктами. Центром притяжения оставалась Москва. Московские очереди явно имели многонациональное лицо, по ним можно было изучать географию Советского Союза — по сообщениям НКВД, в конце 1930-х годов москвичи в московских очередях составляли не более трети.
В течение 1938 года поток иногородних покупателей в Москву нарастал, и к весне 1939 года положение в Москве напоминало стихийное бедствие. НКВД рапортовал: «В ночь с 13 на 14 апреля общее количество покупателей у магазинов ко времени их открытия составляло 30 000 человек. В ночь с 16 на 17 апреля — 43 800 человек и т. д.». У каждого крупного универмага стояли тысячные толпы.
Подобная ситуация повторилась и позже, в 1980-х годах («колбасные поезда» и т. п. явления).
Дефицит мог возникать не только по причине недопроизводства, но и из-за неорганизованности снабжения и распределения товаров, разгильдяйства на местах:

Склады переполнены товарами.
Основная товарная станция Ленинграда и станции складов клиентуры забиты товарами ширпотреба, которые систематически не вывозятся, так как Октябрьская дорога не даёт вагонов. Образовались огромные залежи товаров, предназначенных к отправке в село.
По сводке на 30 ноября на Октябрьской дороге находилось свыше 800 вагонов товаров широкого потребления. Более свежими данными управление дороги не располагает. Однако по словам начальника грузовой части дороги Марголина положение на сегодня существенно не изменилось.
Склады Союзтранса (основного отправителя ленинградских товаров ширпотреба) настолько переполнены, что не в состоянии принимать товары, поступающие с фабрик. Ждут отправки десятки вагонов тетрадей, мыла, готовой одежды, обуви, спичек и папирос.— «Правда» № 339 (5865) от 10 декабря 1933 г.
В условиях перебоев в обеспечении определённым товаром, население начинало делать запасы, увеличивая закупки и тем самым усугубляя ситуацию с дефицитом.
В начале 1960-х годов существовал дефицит хлеба и некоторых других видов продуктов питания, одной из причин которого была засуха. В 1963 году обсуждался вопрос о введении карточного распределения, а во многих регионах оно фактически было введено — мука и крупы выдавались жителям населённых пунктов по спискам раз в месяц в строго ограниченном количестве. Дефицит во многом был ликвидирован благодаря повышению розничных цен, в частности на хлебные изделия, мясо и масло.
Существует мнение, что глубина товарного дефицита в начале 1960-х годов наглядно характеризуется документом о материальном поощрении первого космонавта Юрия Гагарина: наряду с его же денежным вознаграждением в размере 15 000 рублей ему и его родственникам были выданы десятки предметов одежды и другие товары.
Уровень товарного дефицита в различных местностях СССР сильно различался. Каждый населённый пункт СССР был отнесён к одной из четырёх «категорий снабжения» (особая, первая, вторая и третья). Преимущества в снабжении имели особый и первый списки, куда вошли Москва, Ленинград, крупные промышленные центры, национальные республики и курорты союзного значения. Жители этих городов должны были получать из фондов централизованного снабжения хлеб, муку, крупу, мясо, рыбу, масло, сахар, чай, яйца в первую очередь и по более высоким нормам. Потребители особого и первого списков составляли только 40 % в числе снабжаемых, но получали львиную долю государственного снабжения — 70—80 % поступавших в торговлю фондов. Хуже всего продуктами питания и промышленными товарами снабжалось население РСФСР, живущее в населённых пунктах, не попавших в особый или первый списки.
Во второй и третий списки снабжения попали малые и неиндустриальные города. Они должны были получать из центральных фондов только хлеб, сахар, крупу и чай, к тому же по более низким нормам, чем жители городов особого и первого списков. Остальные продукты следовало брать из местных ресурсов.

 В данный момент у нас находится на централизованном снабжении 40,3 млн человек, считая вместе с семьями. Особый список — 10,3 млн человек, первый список — 11,8 млн человек, второй список — 9,6 млн, третий список — 8,6 млн. — Год 1934-й
Дефицит сырья и комплектующих в промышленности (и распределение их производителям по разнарядке) привёл к появлению особой касты снабженцев («толкачей»), могущих при помощи связей и подарков достать (выбить, протолкнуть) у поставщиков «буквально всё». Таковые очень ценились директорами предприятий.
Как пишет Александр Шубин,

почти всегда советскому человеку были доступны хлебопродукты, крупы, овощные и рыбные консервы, молоко, хотя и в поставках этих продуктов были перебои. Затратив несколько больше усилий, советский человек запасался мясом, мясопродуктами, сыром, рыбой. Снабжение Москвы, Ленинграда, Киева и ряда других городов было лучше. Эти города были центрами, откуда мясо, колбаса развозились по стране «продуктовыми экскурсиями», своеобразной реинкарнацией мешочничества.

Дефицит касался не только продовольственных, но и промышленных товаров. Здесь тоже существовала распределительная система.
Многие дефицитные вещи (в том числе автомобили) разыгрывались в государственных лотереях.

### Дефицит легковых автомобилей
Ярким примером хронически дефицитного советского потребительского рынка был строго фондированный рынок «частных» (автолюбительских) легковых автомобилей. Так, производство легковых автомобилей в СССР (см. Автомобильная промышленность СССР), хотя и возросло в 5,5 раз с 1965 по 1975 годы (с 0,22 до 1,2 млн, соответственно), потребительский рынок совершенно не насытило, а по мере роста продаж привело лишь к первой волне массовой автомобилизации. Тем более, что, например, во второй половине 1960-х до 55 % годового производства автомобилей «Москвич», едва достигавшего 100 тыс. в год, несмотря на наличие значительного неудовлетворённого потребительского спроса, шло на экспорт. Позже, в 1970—80-х, из СССР экспортировалось до 0,4 млн легковых автомобилей в год, из которых 3/4 составляли автомобили Lada производства АвтоВАЗа. При этом производство легковых автомобилей, достигшее в 1982 году пика в 1,3 миллиона машин в год, оставалось примерно на том же уровне (и даже несколько снижалось на излёте перестройки) вплоть до распада СССР в 1991 году и, разумеется, после.
Помимо «списочных» автомобильных очередей на предприятиях, имевших разную длительность от 2—3 до 10—12 лет (в зависимости от категории и статуса предприятия или учреждения, например, предприятия ВПК и партийные органы имели приоритет), совграждане могли достаточно быстро (за 1,5—3 года) и легально накопить на легковой автомобиль, став загранработниками, то есть работая или служа за границей на различных строительных и прочих объектах, ведшихся в 1960—1990 гг. СССР, но лишь с тем условием, чтобы затем приобрести советскую легковую машину непосредственно в СССР через систему магазинов «Внешпосылторга» за чеки Внешторгбанка.
Ещё не менее 10 % выпускавшихся в СССР легковых автомобилей (включая не менее 60 % престижных автомобилей марки «Волга» и практически 100 % внедорожников УАЗ) шли в госорганизации и могли быть выкуплены затем гражданами лишь в сильно подержанном или аварийном состоянии (после или вместо капремонта), да и то лишь в виде исключения.
А номенклатурные «Чайки» и «ЗИЛы» не продавались «частникам» в принципе . Поэтому перманентный дефицит на легковые автомобили сохранялся практически на протяжении всего послевоенного периода существования СССР.
Единственным реальным относительно массовым «рыночным» средством покупки легкового автомобиля в СССР оставался чёрный рынок, где цена на различные модели колебалась от 1,2 до 2-кратной от государственной (при этом в продажу попадали даже единичные экземпляры иномарок, включая старые трофейные), а наценка за наиболее престижную «Волгу» доходила до 2,5 номиналов практически вне зависимости от пробега. Кроме того, в разные исторические периоды (при разных генсеках) на продажу подержанных автомобилей властями (иногда совсем местного ранга) накладывались различные «социальные» ограничения — например, регулярно нарушалось право наследования автомобиля как имущества и родственников умершего владельца автомобиля заставляли продавать его, то есть фактически выкупать заново через комиссионный магазин (иногда запрещалось и это) , новый автомобиль нельзя было также продать ранее, чем через 2 или 3 года владения, а рядовых работников, уже имевших автомобиль, вне зависимости от сроков его эксплуатации, во многих организациях не ставили в очередь на новую машину.
В период 1983—1985 годов (до проведения в жизнь антиалкогольной кампании) дефицит на легковые автомобили стал ассортиментным: из-за падения престижа некоторых марок (как-то: «Москвич», Иж, ЗАЗ и ЛуАЗ), по причине низкого качества и завышенных госцен, во многих городах продавались без очереди и даже (но в очень редких случаях) в кредит. А на отдельные модели, вроде ЗАЗ-968М «Запорожец» и ВАЗ-2121 «Ниву», цену пришлось снижать, так как она оказалась выше спроса ориентированных на данные модели социальных слоёв потребителей (селян и пенсионеров).
Это объясняется тем, что в июле 1979 года в СССР произошло плановое разовое повышение розничных цен на легковые автомобили всех марок, которые (кроме престижной и остродефицитной «Волги») подорожали в среднем на 1000 руб., а на «Волгу» цена была увеличена сразу почти на 5000 руб. (до 15 300 руб. за седан ГАЗ-24 и 18 500 руб. за универсал ГАЗ-24-02), вследствие чего была нарушена «социальная» ценовая пропорция, позже отразившаяся на падении спроса даже на такой сверхдефицитный товар, как легковые автомобили, впрочем, только непрестижных «неэкспортных» марок.
С 1986 года и позже, по мере развития Перестройки и достижения апогея и так хронического товарного дефицита, автомобили всех без исключения марок стали высоко котироваться ещё и как высоколиквидное средство сохранения сбережений. Впрочем, с выходом в мае 1988 года закона «О кооперации в СССР», впервые за всю историю страны гражданам, состоявшим в кооперативах, было разрешено приобретать грузовые и грузопассажирские автомобили и автобусы, ранее считавшиеся средствами производства и бывшие безусловно запрещёнными к владению частными лицами. Однако, в силу вышеприведённых причин, это не сняло, а даже, напротив — усилило дефицитность авторынка.
Только после 1991 года, то есть распада СССР, приобретение гражданами любых типов автомобилей в частную собственность стало совершенно свободным.
| 1970 | 1985 | 1993 | 2000  | 2016 |
| ---- | ---- | ---- | ----- | ---- |
| 5,5  | 44,5 | 75,7 | 132,4 | 285  |

Как видно из таблицы, с брежневских времён автомобилизация всё же шла, и довольно быстрыми темпами, однако сильно отставала от высокоразвитых стран.

### Дефицит бытовой техники
Несмотря на общее отставание советской бытовой техники от мировых образцов, некоторые модели бытовой техники первой необходимости — такие как стиральные машины, холодильники и телевизоры — производились в явно недостаточном количестве, вызывая порой ажиотажный спрос. На другие технические товары (магнитофоны, магнитолы, электроинструменты и т. п.) спрос был умеренный. Первые видеомагнитофоны имели заоблачные цены (средняя годовая зарплата работника) и были не очень востребованы. Позже, по мере удешевления, они стали предметом дефицита.
Особо надо сказать об электронике. Так, фактически единственная массовая модель производившегося в СССР бытового видеомагнитофона «Электроника ВМ-12» (более поздняя и совершенная модель «Электроника ВМ-18» широкого распространения уже не получила из-за конкуренции с импортными видеомагнитофонами), несмотря на очень высокую стоимость (1200 рублей, в то время ок. 10 месячных зарплат), после поступления в продажу сразу попала в разряд дефицитных товаров. В магазины крупных городов аппараты поставлялись ограниченными партиями, из-за чего из желающих купить видеомагнитофон выстраивались очереди, в некоторых городах даже вводили предварительную запись для льготников. Согласно этому виду реализации, желающий приобрести видеомагнитофон заранее оставлял в магазине заявку (как правило, открытку, со своим обратным адресом), и после того, как техника поступала в продажу, покупатель при предъявлении данной заявки, заверенной штампом магазина, не стоял в очереди, а приобретал аппарат сразу. Однако в ряде случаев даже имеющие на руках подобные заявки ждали поступления товара, порой по несколько месяцев.
Присутствовал дефицит и чистых видеокассет (в продаже они были только в крупных городах, в свободной торговле практически отсутствовали, исключение — комиссионные магазины и магазины торговли на чеки Внешпосылторга), — поэтому паспорт видеомагнитофона снабжался отрезными талонами, дающими право на покупку видеокассет.

### Дефицит кормов в животноводстве
Продуктовый дефицит коснулся не только непосредственно питания людей, но и животноводства. В периоды острого дефицита на полноценные корма для скота, в СССР упор делался на заготовку веточных кормов. Так Президиум ЦК ВКП(б) и коллектив НК-РКИ СССР своим постановлением от 11 января 1932 года обязали все колхозы и совхозы, у которых имеется дефицит в грубых кормах, развернуть широкую заготовку хозяйственным способом веточного корма. В 80-х годах, когда снова всплыла проблема кормления скота сельхозпредприятий, на массовую заготовку веточных кормов по разнарядке партийно-хозяйственных органов направлялись работники городских предприятий, учреждений и учебных заведений.
Для восполнения недостатка натуральных белковых препаратов в рационе сельскохозяйственных животных в СССР в 70-х годах на действующих предприятиях и вводящихся в строй специализированных крупных заводах организуется широкое производство по выпуску синтетических препаратов для скота — белково-витаминных концентратов (БВК), незаменимых аминокислот, кормовых антибиотиков и других.
Добавление БВК в корма позволяло экономить фуражное зерно, а кормовые дрожжи, получаемые на основе гидролиза древесины, для экономии цельного молока вводили в рацион телят и поросят.
24 января 1980 года принимается постановление Совета министров СССР «О мерах по улучшению использования обезжиренного молока, пахты и молочной сыворотки», предполагающее их использование в качестве заменителей цельного молока для нужд сельхозпредприятий по выкармливанию молодняка.
В 1980-х годах, в ряде регионов СССР к заготовке кормов стали привлекать автолюбителей. Владелец личного автомобиля для прохождения государственного технического осмотра, покупки запчастей или бензина должен был предъявить справку о сборе и сдаче государству установленного количества заготовленных собственноручно кормов. Такая система была крайне неэффективной: автолюбители заготавливали, в основном, сорную траву, растущую вдоль дорог. Пункты приёма были на стационарных постах ГАИ, откуда столь низкокачественные корма колхозы и совхозы не торопились забирать. В результате всё это засыхало или гнило в месте складирования.
Всё это привело к решению начать закупки фуражного зерна за рубежом, в основном в странах Северной Америки.

### Дефицит книг и печатной продукции
Дефицит на книги возник в первой половине 1960-х годов, одновременно с резким повышением благосостояния и культурного уровня советских граждан. Основными причинами книжного дефицита в СССР представлялось следующее:
- в 1960-х годах появилась мода на книги, особенно престижных серий, наравне с такими предметами быта, как хрусталь, ковры и фарфор, свидетельствовали об уровне достатка владельца квартиры и его способности достать дефицит;
- книги в СССР были очень дешёвые, соответственно быстрее раскупались;
- большую часть книжного ассортимента составляли идеологическая литература и книги писателей-соцреалистов, которые зачастую не пользовались популярностью;
- не была развита индустрия других развлечений;
- неразвитость бумажной промышленности и параллельный ажиотаж на периодическую печать не позволяли резко нарастить выпуск книг;
- определённые организационные изъяны в книготорговой сети. Они просто не поспевали за книжным бумом, который был беспрецедентным — он охватил довольно широкий круг художественной литературы;
- Скудность произведений из-за цензуры.

Серьёзной причиной дефицитности значительной номенклатуры художественных изданий являлась также сознательная издательская политика государства, основанная на идеологических мотивах. В частности, марксистско-ленинская, партийная и пропагандистская литература издавалась огромными, никогда полностью не востребованными тиражами, весьма большое место занимало издание произведений официозной «секретарской литературы» писателей-литературных функционеров (руководителей Союза писателей СССР и союзных республик и автономий), далеко не все из которых обладали художественными достоинствами, в то время как такие популярные во все времена жанры, как фантастика, детектив, приключенческая литература или авантюрный роман считались в той или иной степени коммерческой, низкопробной, развлекательной литературой («чтивом») и выпускались ограниченными, явно не отражающими спрос тиражами.
Кроме розничной продажи существовала подписка на готовящиеся к изданию дефицитные книги. Она осуществлялась на собрания сочинений известных и не очень авторов, на энциклопедии — примерно так же, как на дефицитные товары, но сроки получения в данном случае были меньше. Иной раз подписка на книги осуществлялась в форме лотереи при огромном скоплении желающих испытать судьбу.
С другой стороны, на национальных окраинах СССР (Средняя Азия, Молдова, Прибалтика, Кавказ), особенно в сельской местности и в небольших городах, спрос на русскоязычную литературу, даже популярных жанров, был невысок; а так как нормативы снабжения книгами были практически одинаковы по всей территории Союза, то многие командированные и туристы, попав в такие места, находили там в свободной продаже дефицитные в других регионах книги.
Советский период характеризовался практически полной недоступностью для населения религиозной литературы по причине малых тиражей и незначительного числа изданий. Только в 1956 году в СССР была впервые издана Библия, тираж которой составил 25 тысяч экземпляров, из которого почти половина шла за границу. Официальное издание Русской православной церкви, крупнейшего религиозного объединения в стране, Журнал Московской Патриархии выпускался ежемесячно тиражом 25 тысяч экземпляров, а с 1984 года — 30 тысяч. Кроме того на территории УССР выпускался Православний вісник на украинском языке тиражом 10 тысяч экземпляров. Также ежегодно выходили церковный календарь и сборник Богословские труды; тираж последнего при его основании в 1959 году определили в 1500 экземпляров, при этом почти 500 экземпляров были отправлены за границу. При этом атеистическая литература издавалась миллионными тиражами и активно пропагандировалась.

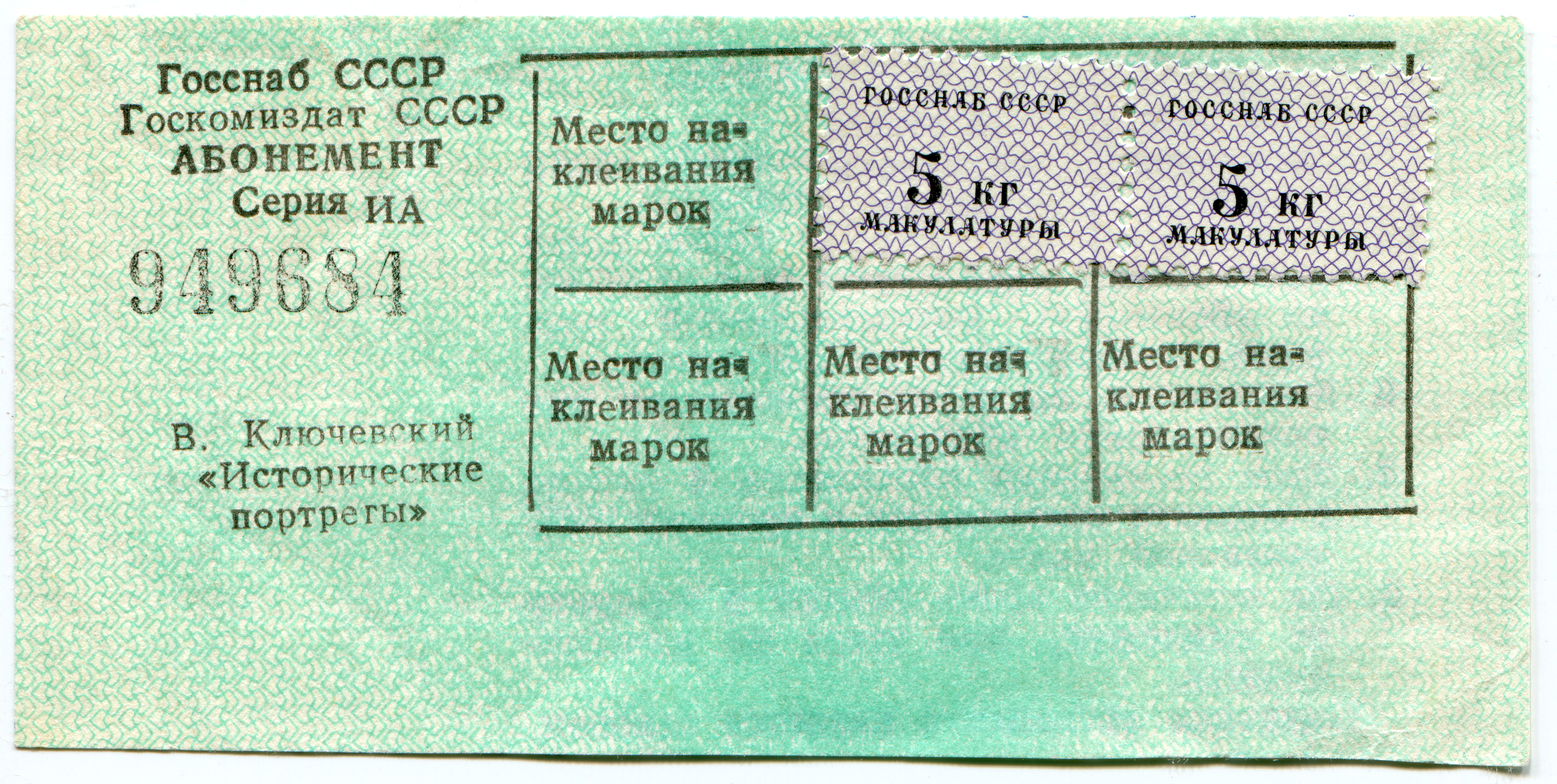
Абонемент для покупки книг за макулатуру.

С 1974 года для подавления дефицита на книги стала выпускаться также специальная «макулатурная» серия книг классиков художественной литературы, которые продавались только «за талоны», полученные за сданную макулатуру (обычно 20 килограммов за книгу). В некоторых городах человек мог приобрести книгу тут же, в приёмном пункте макулатуры, из имеющегося в наличии ассортимента. Но их тоже не хватало на всех, выполнивших условие, поэтому на книги из этой серии сразу образовался дефицит, и при появлении книг в продаже появлялись очереди из желающих сдать макулатуру на книги. Все дефицитные книги с большой переплатой можно было достать у перекупщиков, именуемых в те времена спекулянтами. Кроме того, существовали элитные, не для всех доступные общества книголюбов, члены которого имели возможность получать талоны на дефицитные книги и покупать книги, обычно с «нагрузкой» из невостребованных книг, в специальных киосках. Образовавшись в 1974 году, Общество книголюбов на волне доступа к дефицитным книгам, стало одной из самых массовых общественных организаций, объединяющей в своих рядах более 16 миллионов человек.
Обладание хорошими книгами в красивых обложках в условиях дефицита стало также мерилом престижа и благосостояния. Об этом ярко свидетельствовало (а отчасти и пропагандировало) то, что в популярнейшей телевизионной игре Что? Где? Когда?, с момента её появления в сентябре 1975 года и до кончины СССР, в качестве приза неизменно оставались книги.

## Торговля

### Очереди
Для приобретения дефицитного товара, который зачастую выкладывали на прилавок внезапно (как говорили — «выбросили»), необходимо было отстоять очередь, а то и несколько очередей за каждым видом товара отдельно. Многие люди на подобный случай всегда носили с собой специальную сетку-авоську («на авось»), так как пластиковых пакетов в продаже в продуктовых магазинах не было, и сами эти пакеты были дефицитным товаром. 

Это была целая наука — стоять в очереди. Нужно было многое предусмотреть и рассчитать. Любая мелочь могла стоить потери места. Где стоять? Когда стоять? И даже в чём стоять — одежда и внешний вид приобрели особое значение после того, как в Москве стали продавать товары только москвичам, по предъявлении прописки.
Очереди за дефицитным товаром могли достигать огромных размеров. В 1940 году, когда в провинции уже было невозможно что-либо купить, очереди в Москве достигали 8 тысяч человек, несмотря на ограничения по въезду в столицу. Нечто подобное наблюдалось и на закате СССР.
Люди изобретали множество способов, дабы избежать многодневных изнуряющих стояний в очередях, которые к тому же не гарантировали покупки товара. В магазин, например, можно было прорваться с помощью грубой физической силы. Места в очереди продавались (цена зависела от того, насколько близко к голове очереди находилось место, насколько дефицитен был товар) — имелась даже поговорка «Если хорошо постоять в очереди, то можно и не работать», можно было и нанять «стояльщика» (трамитадора), который отстаивал бы очередь за вас.
На товары длительного пользования также «записывались в очередь». Существовали определённые дни записи и, чтобы попасть в список, люди вставали в очередь с вечера, посменно с родственниками выстаивая ночь, чтобы с утра к началу записи оказаться как можно ближе к началу списка. Причём запись была непонятного свойства: помимо отметки в магазине нужно ещё было в определённые дни приходить отмечаться у непонятных инициативных людей, чтобы не быть вычеркнутым из списка. Чтобы не забыть трёх-четырёхзначный номер во время переклички, его записывали шариковой ручкой или химическим карандашом на ладони.

### Карточная и талонные системы

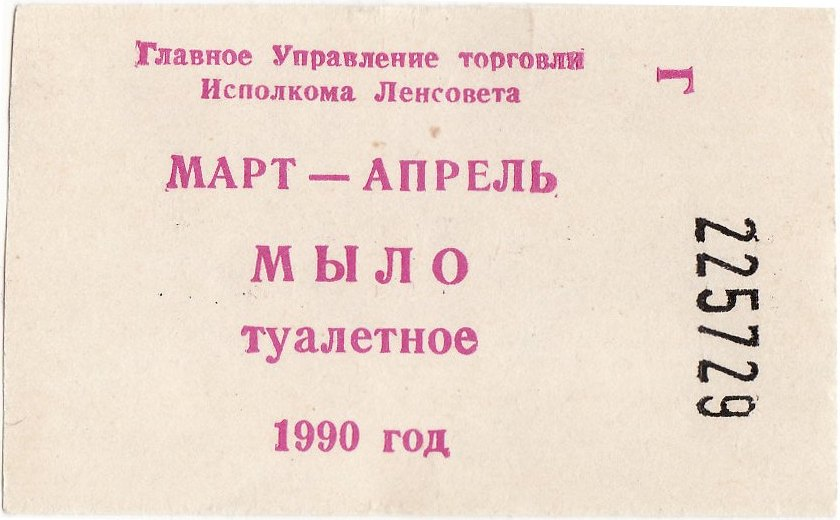
Талон 1990 года, Ленинград

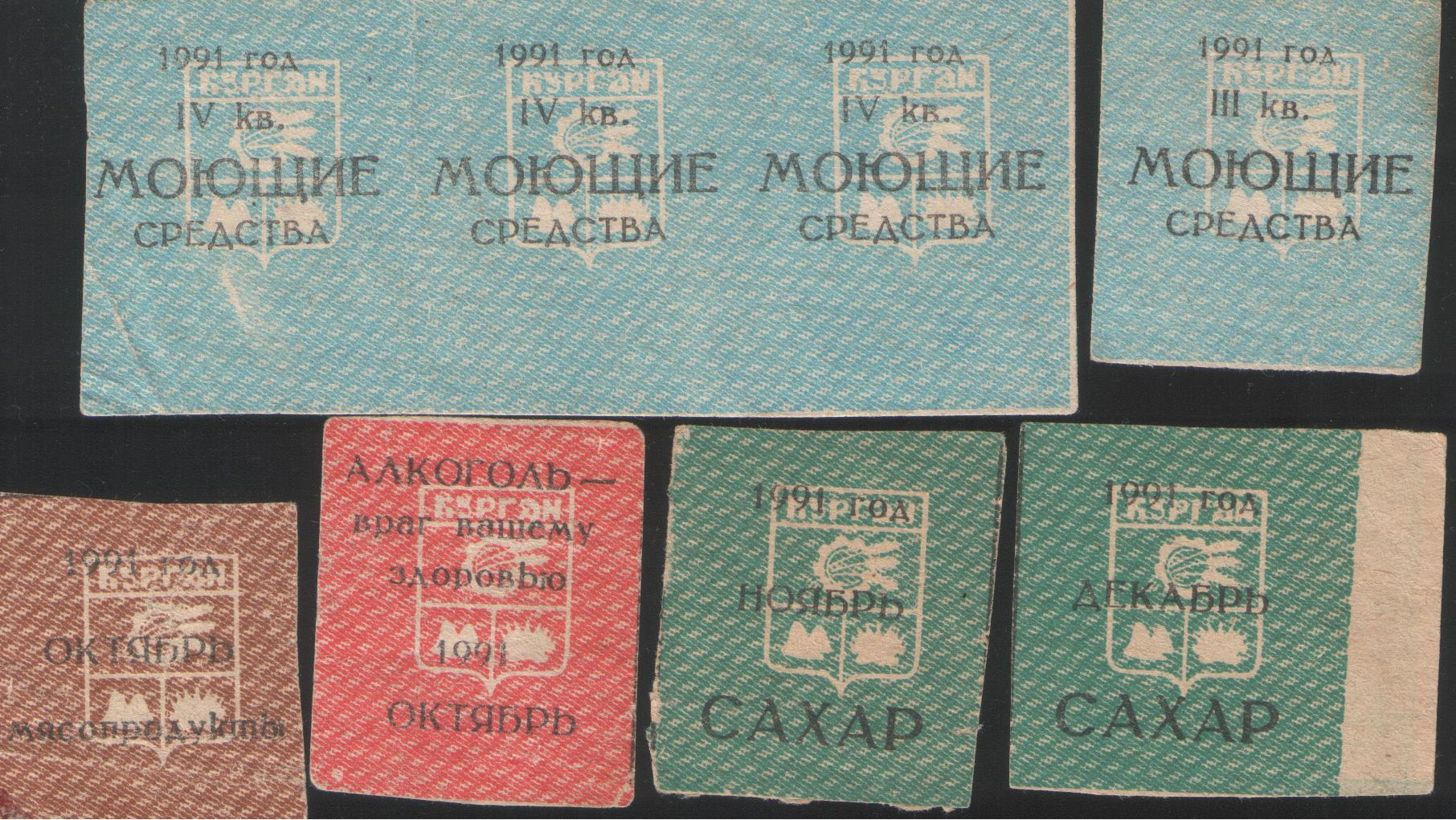
Талоны 1991 года, Курган

Когда дефицит становится постоянным и нарастает, государство вынуждено вводить нормирование распределения товаров. В СССР одним из вариантов такого нормирования была карточная система или «талоны». Помимо введения этой системы в военное и послевоенное время, в СССР такое распределение существовало и в мирные годы, в частности в конце 1980-х, в отдельных регионах на некоторые продукты (животное масло, мясо, мясопродукты) — с начала 1980-х (например, в Вологде с 1982, Свердловске — с 1983).
Антиалкогольная кампания 1985 года привела к тотальному дефициту крепких алкогольных напитков и креплёных вин, для приобретения которых во многих регионах вводились талоны (напр. 1 бутылка водки и 2 бутылки вина в месяц на человека).

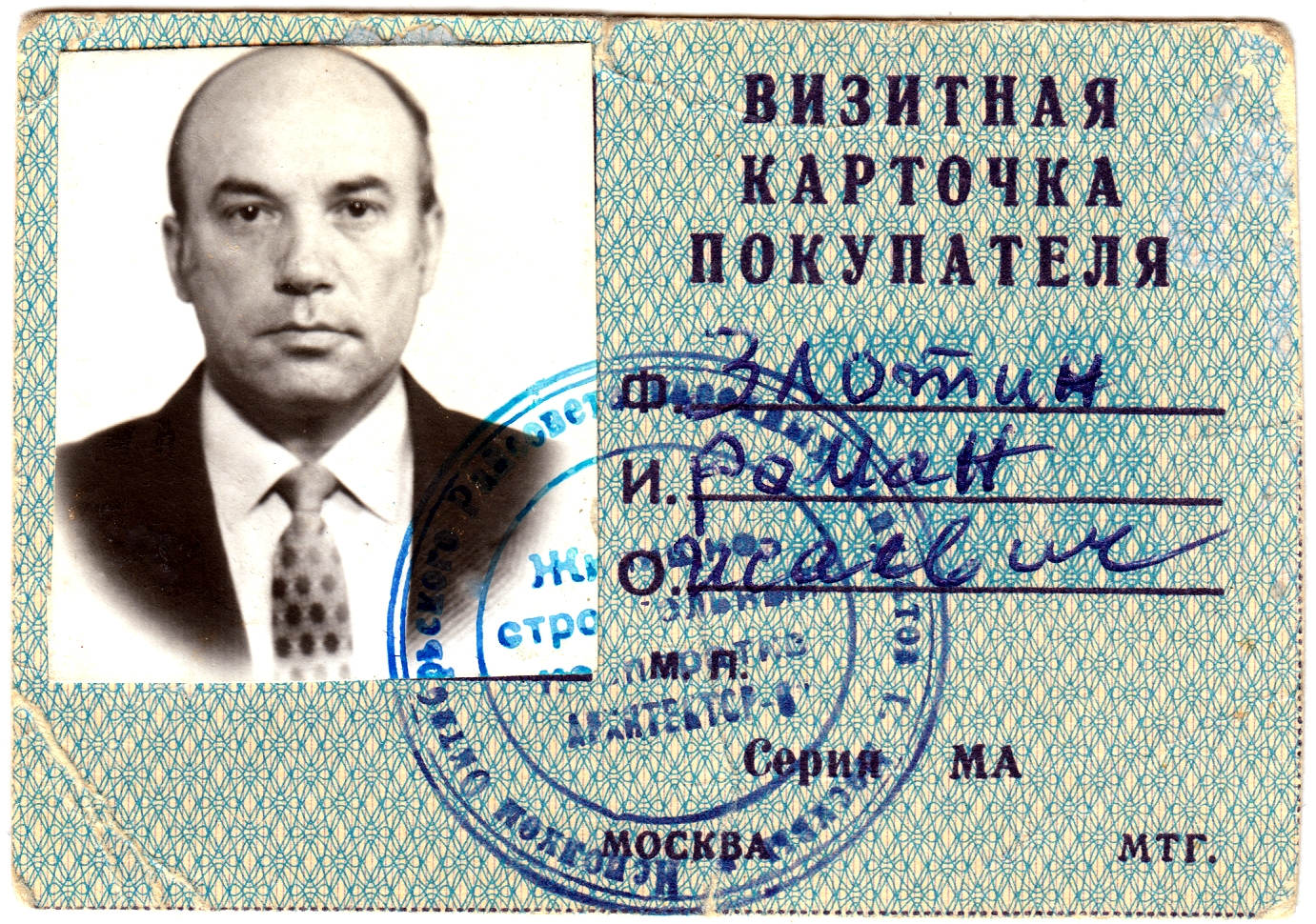
«Визитная карточка покупателя» жителя Москвы 1990 года

В 1990 году для жителей Москвы, с целью отсечения иногородних от дефицита, была введена «визитная карточка покупателя» — своего рода талон, без предъявления которого продажа дефицитных товаров частным лицам не осуществлялась. Вскоре подобные документы были введены в Ленинграде и других крупных городах СССР.
Пример норм по талонам: 0,5 кг варёной колбасы на человека в месяц, 400 г бутербродного масла на человека в месяц, две бутылки 0.5 л водки на взрослого человека в месяц.
Кроме того, по карточкам (талонам) продавались сахар, чай, табачные изделия.
К 1989 году талоны на некоторые группы продуктов имели хождение во множестве городов и сельских районов СССР. Продажа мяса, колбас, животного масла в 1989 г. осуществлялась по талонам примерно в каждом пятом городе. Помимо этих продуктов, а также чая, муки, сахара и алкогольных напитков, в некоторых регионах рационировались майонез и кондитерские изделия. Распространялся по талонам и ассортимент промтоваров — от мыла, стирального порошка и спичек до галош (Ташкент, 1991), женского белья (Елец, 1991), водки (Курган, 1991). Талоны имели различный внешний вид.
В Украинской ССР талоны были заменены купонами, ставшими квазивалютой, а потом, после выхода Украины из рублёвой зоны, и настоящей валютой, впоследствии заменёнными гривной.

### Параллельные системы розничной торговли
Посредством системы розничной торговли в СССР до населения доводилась лишь часть необходимых продуктов питания и других товаров. Значительная их часть реализовывалась через различные «распределители», наполняемость которых и цены зависели от иерархии прикреплённых к ним людей.
Существовали формы продажи некоторых товаров ограниченному кругу лиц и назывались: «Заказ на покупку» (Ирбит, 1992), «Приглашение на оформление заказа» (Иркутск, 1985), «Книжка молодожёнов» (Ташкент), «Визитная карточка покупателя» (Москва,1991), «Лимитная карточка» (Нижний Новгород, 1991).
Для отдельных категорий потребителей (так называемой «номенклатуры» — партийных, советских и хозяйственных чиновников) были введены привилегии в снабжении, в том числе дефицитными товарами (столы заказов, «200-я секция ГУМа», магазин спецобслуживания на Кутузовском просп. и пр.).
Персональные пенсионеры (привилегированная категория пенсионеров), в зависимости от категории их персональной пенсии, постоянно или к праздникам получали «продуктовые заказы» и могли покупать в закрытых распределителях недоступные для остального населения товары.
Существовал целый ряд параллельных систем торговли (распределения товаров) с привилегированным снабжением и ограниченным доступом:
- поставки дефицитных товаров для льготных категорий населения (например, члены союзов писателей, композиторов, художников и т. п.; доктора наук, членкоры и академики АН СССР; члены ветеранских советов и ветеранских организаций).
- закрытые магазины для высокопоставленных чиновников и других привилегированных категорий номенклатуры, партийных деятелей, генералитета (например закрытые секции Московского ГУМа);
- так называемые «буфеты» по месту работы партийно-советской номенклатуры, в которых по невысоким ценам можно было приобрести дефицитные продукты высокого качества.
- валютные магазины «Берёзка», торговавшие дефицитными товарами за «чеки» (сертификаты), на которые нужно было обменивать имеющуюся на руках иностранную валюту при возвращении в СССР и в которых обычно выдавались зарплаты советским гражданам, работавшим за границей (кроме суточных в местной валюте);
- отдельная система снабжения для высокопоставленных военных и их семей (поставки дефицитных продуктов в продовольственных пайках), система гарнизонной торговли (Военторг);
- магазины в закрытых научных и военных городах;
- «заказы» (организуемая про линии профсоюзов поставка наборов дефицитных продовольственных товаров ежемесячно и/или к праздникам) в различных организациях и учреждениях;
- столы заказов (механизм распределения дефицитных продовольственных товаров с кастовой сегрегацией: только мясо, масло и яйца — для рядовых работников, то же самое плюс деликатесы, импортный алкоголь, сигареты и доставка на дом — для людей в чинах от доктора наук и зав.лабораторией) в Новосибирском Академгородке;
- отдельная система снабжения для моряков торгового флота, ходивших в загранплавания (боновые магазины «Альбатрос» системы «ТоргМорТранса» Министерства морского флота СССР);
- отделы рабочего снабжения (ОРСы) на предприятиях нефтегазовой промышленности, железной дороге и речном флоте;
- системы снабжения рабочих на предприятиях («продуктовые пайки»);
- т. н. «салоны для новобрачных» — на приобретение в них товаров соответствующего ассортимента (обручальные кольца со скидкой, свадебные платья и костюмы и т. п.) выдавались талоны, по справке из ЗАГСа (поэтому иной раз молодые люди регистрировались в ЗАГСе как новобрачные только с целью покупки дефицитных товаров). К концу 80-х годов эти салоны стали заполняться ширпотребом и перестали оправдывать своё предназначение в связи с отсутствием в них дефицитных товаров.
- похоронное бюро, где по свидетельству о смерти в строго нормированном количестве с записью на свидетельстве продавались ритуальные тканые принадлежности, полотенца и носовые платочки.

Также при некоторых предприятиях, организациях или в учебных заведениях существовали т. н. ведомственные столовые, в которых бесплатно или по льготным ценам за счёт дотаций от этих предприятий и учреждений получали в обеденное время комплексное питание рабочие, служащие и учащиеся (т. н. «комплексный обед»).
Кроме того, существовала и целая система распределения непродовольственных товаров через место работы — например, именно таким образом многие приобретали автомобили, выделявшиеся на трудовой коллектив конкретной организации «по распределению». Естественно, распределение было неравномерным — скажем, на коллектив оборонного НИИ могло быть выделено несколько десятков автомобилей в год, а другая организация в тот же срок могла не получить ни одного. Для относительно объективного распределения автомобилей на предприятиях, которым они выделялись, организовывались общественные комиссии, осуществлявшие распределение согласно очерёдности включения в список, подобно распределению квартир. Там также существовал список внеочередников, имеющих определённые государством льготы на получение автомобилей.
В 1987—1989 годах, в условиях нарастающего дефицита, власти пытались организовать равномерное распределение продуктов и промышленных товаров
через т. н. «предварительные заказы» по месту работы. Так, в Ленинграде оборот выездной торговли промтоварами, в которую включался данный метод продаж, вырос в 1989 году более чем в 6 раз по сравнению с 1988 г. и составил 7 % от всего оборота промторговли в городе.
Приобрести товары можно было и на так называемых «колхозных рынках», действовавших в крупных городах, однако по ценам, значительно, в несколько раз, превышающим государственные.

### Негосударственная торговля
Исключением из системы товарного дефицита являлся «свободный рынок», элементы которого сохранялись в СССР в виде «колхозных рынков» и «комиссионок». Торговля (продажа/перепродажа) товаров у спекулянтов и у людей, приехавших «из-за бугра» (то есть из-за границы) также происходила на полуофициальных рынках (зачастую располагавшихся на территории «колхозных») — «толкучках», «толчках» — где торговля происходила «с рук», по выходным дням.
Существовавшие рынки или так называемые «колхозные рынки», действовавшие в крупных городах, могли предложить более широкий ассортимент продуктов, однако цены на них были в несколько раз выше, чем дотированные, но и дефицитные государственные (которые на некоторые виды продуктов питания могли быть ниже, чем закупочные цены для производителей).
Однако основная масса потребления (до 98 %) приходилась именно на государственную систему торговли, а цены на «колхозных рынках» и на «чёрном» (нелегальном) рынке традиционно воспринимались населением, как сильно завышенные.
По обследованию 1980-х годов, в Москве и Ленинграде государственной торговлей, где цены были наиболее низкими, пользовались 97 % покупателей, в столицах союзных республик — 79 %. Здесь 17 % покупателей пользовались услугами потребкооперации, 10 % покупало продукцию на колхозных рынках (сумма необязательно равна 100 %, поскольку некоторые из опрошенных пользовались разными источниками снабжения). В областных центрах всего 36 % опрошенных имели возможность купить мясо, колбасу в государственных магазинах, 37 % пользовались магазинами потребкооперации. 35 % покупали на рынках. Чем выше был уровень среднедушевого совокупного дохода семьи, тем больше мясных продуктов она покупала в государственных магазинах (чаще всего в закрытых — при учреждениях, предприятиях ВПК и т. п.) по субсидированным ценам.
Частнопредпринимательское производство, которое уменьшало товарный дефицит товаров широкого потребления, до 1987 года существовало лишь в нелегальной форме — в виде так называемых «цеховиков» (которые зачастую использовали ресурсы государственных организаций). В последние годы существования СССР частный сектор был легализован, однако проблему дефицита это не решило.
Перепродажа товаров по свободным ценам в СССР квалифицировалась как уголовное преступление («спекуляция», а регулярно в порядке промысла — дополнительно ещё и «частнопредпринимательская деятельность»).

### Торговля «из-под прилавка»
Следствием дефицита товаров в СССР была возможность для преследующих корыстные цели нечистоплотных работников торговли либо припрятывать товар для «нужных людей», либо продавать его дороже установленной госцены. Появился целый набор терминов для подобной торговли: «торговля с чёрного хода», «из-под прилавка», «из-под полы», «по блату» (то есть по знакомству с людьми, «сидящими на дефиците»).
Работники торговли, в силу своей профессии, получали привилегированный доступ к дефицитным товарам и поэтому могли приобретать их для собственного потребления или для перепродажи (то есть заниматься тем, что называется «использованием служебного положения в личных целях»).
Например, механизм искусственного создания дефицита запасных частей к легковым автомобилям, по описанию прессы тех лет, выглядел так.
После создания в СССР в 1970-х годах сети «фирменных» станций техобслуживания (СТО), основная часть запасных частей стала поставляться именно им. Специализированные магазины получали лишь небольшой процент запчастей, которые немедленно раскупались. Причём общий их выпуск на каждый период времени был подсчитан с учётом естественного износа автопарка, без большого запаса. Однако, вместо ожидавшегося быстрого и удобного для автолюбителя ремонта на практике это привело к неожиданному эффекту в виде возникновения всё более усугублявшегося со временем дефицита запасных частей к легковым автомобилям.
Дело же было в том, что созданные на складах СТО запасы запчастей работниками утаивались. Склады в основной своей массе великолепно снабжавшихся запчастями СТО буквально ломились — внезапные проверки ОБХСС выявляли наличие десятков и сотен деталей каждого наименования, в том числе и наиболее «дефицитных» — при этом обращавшиеся на СТО граждане получали от диспетчеров неизменный отказ под предлогом отсутствия запчастей. Естественно, подобное было бы невозможно без ведома начальства самого различного уровня, хотя доказать наличие преступного сговора было обычно крайне непросто.
Следующим шагом криминального промысла было вовлечение наиболее «сговорчивых» автолюбителей в схему по незаконной продаже запчастей со склада «из-под полы», осуществляемой «на местах» самими работниками СТО или их доверенными лицами. При этом «клиент» оплачивал помимо запчасти ещё и «труд» «посредников», а также — фиктивную работу по её установке, за счёт чего СТО «выполняла» спущенный ей план, хотя реально никаких или практически никаких работ в отчётный период могла и не производить. В результате, помимо многократной переплаты автовладелец ещё и был вынужден сам устанавливать запчасть на свой автомобиль. В созданной таким образом ситуации, тем не менее, он был доволен и этим.
Торговля похищенными запчастями велась также на стихийных рынках, как правило расположенных вблизи крупных автотрасс. Там можно было купить запчасти всегда, в любом количестве и ассортименте, но с огромной переплатой. Например, в середине 1980-х госцена комплекта вкладышей коленвала для «Жигулей» составляла вполне доступные 7 руб. 20 коп., но «из-под полы» они продавались по 140 руб., что сравнимо со средней месячной зарплатой в те годы.
В СССР получить многие блага было возможно либо благодаря привилегиям (например, благодаря принадлежности к «номенклатуре»), либо за деньги, но по большой цене (например, покупка качественного мяса на колхозном рынке, покупка престижной иностранной одежды в комиссионном магазине или у «фарцовщиков»). Но многие дефицитные блага можно было получить и по низкой (государственной) цене или вообще бесплатно «по блату» — по принципу «ты мне — я тебе»:

Реальная покупательная способность индивида была связана не столько с его уровнем дохода, сколько с теми возможностями приобретения дефицитных благ, которые «по блату» приобретались благодаря социальным контактам. Тем самым блат менял логику распределения, сконструированную государством, с системой закрытых распределителей и очередями по месту работы (списки из желающих купить машину, мебель, получить дачный участок, новую квартиру и проч.). Такие очереди прочно «привязывали» человека к предприятию, потому что на новом месте он оказывался в конце списка. Блат позволял обойти такого рода ограничения формальной распределительной системы. Обычный человек мог отведать дефицитные шпроты, предназначенные академику, на том основании, что его тёща имела доступ к соответствующей «кормушке». А кто-то продвигался в очереди на квартиру с рекордной скоростью лишь потому, что его жена помогла устроить к хорошему хирургу сына председателя профкома, курирующего ту самую очередь. В этой ситуации блат не отменял очереди, но менял правила её формирования, тем самым корректировались, видоизменялись принципы потребления, устанавливаемые государством.

### Обман покупателей

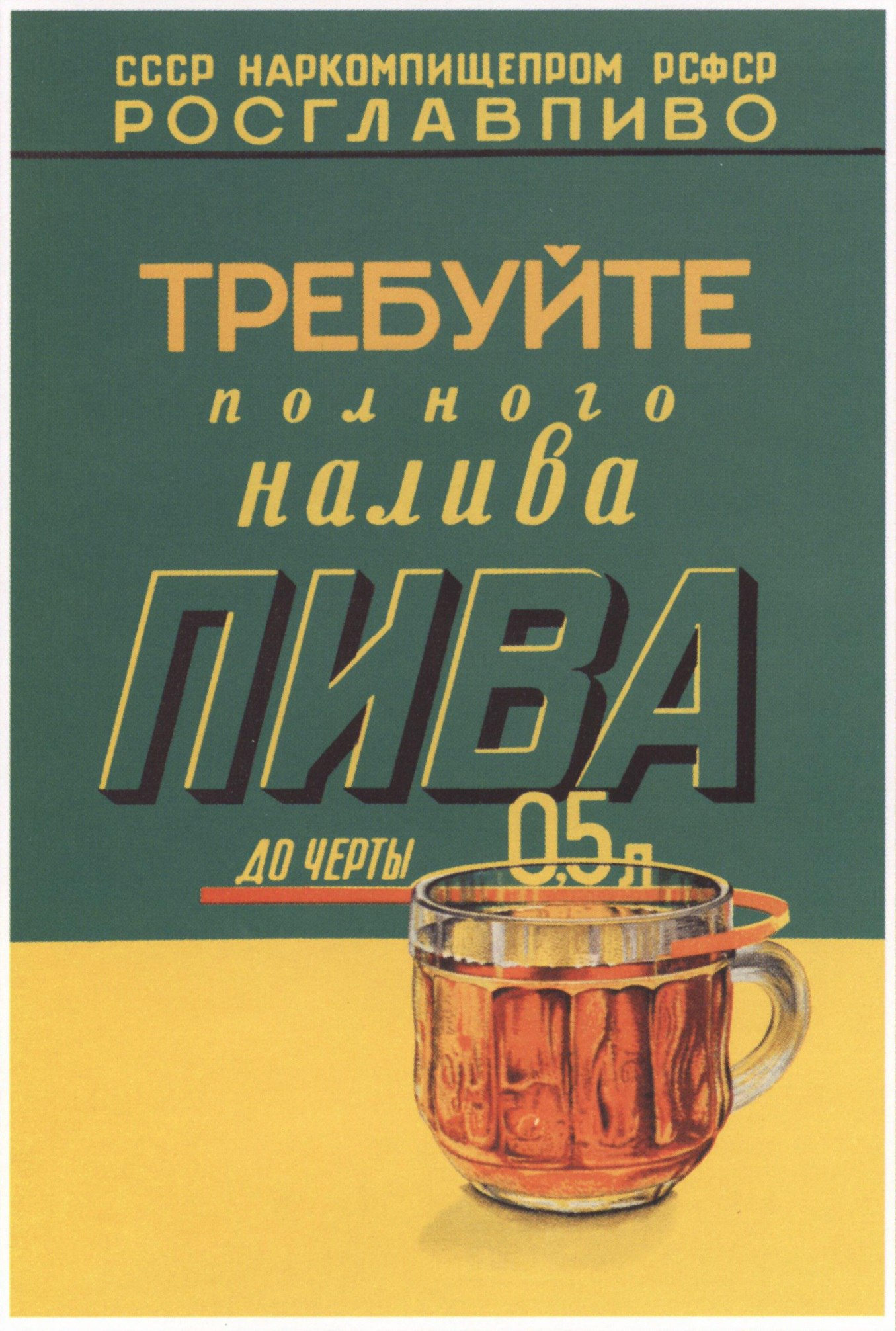
«Требуйте полного налива пива до черты» — советский агитплакат о борьбе с недоливом

Поскольку, как на рынках, так и в магазинах, повсеместно в СССР существовала «чёрная касса», руководство и разные «контрольные инстанции» требовали с продавцов «откатов» наверх за допуск к торговле, — должности продавцов, как и вообще работа в торговле и связанных с ней сферах считалась в СССР привилегированной, туда часто трудоустраивали по блату, желающих торговать или хотя бы иметь отношение к торговле было значительно больше, чем свободных вакансий в торговле. В отличие от западных стран и от современной России, где работа продавца считается низкоквалифицированным трудом и разновидностью временной работы, работы для студентов и т. п., в СССР во все периоды его истории работа продавцом повсюду была престижной независимо от сегмента торговли, поэтому устроившиеся где-либо продавцами оставались там часто на всю оставшуюся жизнь или хотя бы до пенсии. Работа продавцом, оператором заправки или вообще работа кем-угодно, даже грузчиком, рубщиком мяса, водителем или уборщицей, в магазине, на продскладе, на рынке, учреждениях общепита, хлебзаводах и мясокомбинатах, на кухнях и пищеблоках, означала доступ к априори дефицитным продуктам и возможность их списывания на брак, битую тару, превышение сроков годности, нарушение условий хранения, утрату товарных свойств, отсыревание, пересыхание и т. д. (такими способами фиктивно списывалось свыше 20% поступавших продуктов, что также стимулировало дефицит), или попросту выноса оттуда самовольно или с попустительства начальства (см. несуны). Это заставляло продавцов «держаться обеими руками» за свою должность и идти на любые диктуемым руководством и собственными корыстными соображениями махинации с товарами. Кроме того сама должность советского управляющего или директора учреждения или заведения в корне отличалась от западного менеджера, — ему приходилось покрывать никакими счетами не предусмотренные и штатными единицами не обеспеченные статьи расходов, денег на которые никогда и никем не выделялось, это было чисто технически невозможно сделать при соблюдении законов. Вкупе с ажиотажем, порождаемым дефицитом, попутным следствием всего этого стали разнообразные формы обмана покупателей продавцами на местах, принявшие массовую форму и ставшие особенностью советской торговли и просуществовавшие местами позднее, даже в постсоветский период, а именно:
- Обвес и недовес (то есть обман связанный со взвешиванием продуктов на весах).
- Недосып (то есть обман связанный с сыпучими продуктами питания — крупами, сахаром-песком и т. п.).
- Недолив (то есть обман связанный с напитками и жидкостями, топливом на заправках и т. п.).
- Разбавление (то есть обман связанный как правило с жидкими, вязкими или текучими субстанциями).
- Подмена (например, под видом зайчатины и крольчатины повсеместно продавали мясо бродячих собак или котов,[55] поэтому на рынках в постсоветских странах по сей день оставляют нетронутой часть лапки убитого зверя, чтобы можно было удостовериться, что продаваемый продукт не подмена на бродячих животных[56]).
- Обман связанный с заведомо неверным сортом продаваемой продукции (второсортные товары под видом первого сорта, третьесортные под видом второго), либо смешением разносортной продукции (например, 10% состава из продукции дорогих наименований, 90% — дешёвых наименований).
- Продажу испортившейся продукции.
- и другие способы обмана покупателей.

Явления были столь распространены, что выходили даже агитматериалы о том, как не стать жертвой обмана на рынках и в магазинах, разного рода информационные стенды в магазинах и на рынках. Эту нишу торговли взяли под свой контроль «теневики» — клановые и мафиозные структуры разного уровня, связанные с местным партноменклатурным аппаратом, получавшие процент с магазинов, рынков, учреждений общепита и других мест торговли, поступавший с «чёрной кассы» этих учреждений и от обмана покупателей.

### Нагрузка
В СССР розничные магазины не имели права оперативно поднимать цены на популярные товары и снижать цены на непопулярные. Одним из средств обхода этого была «нагрузка»: в «столах заказов» магазинов объединяли в «продуктовые наборы» популярный (дефицитный) товар с одним или несколькими непопулярными, не давая возможности покупателю купить дефицитный товар отдельно.  Этим фактически поднималась цена популярного товара, уменьшая число желающих купить и снижая дефицит, и снижалась цена неходового товара, обеспечивая его продажу. Продажа с нагрузкой не каралась законом, но высмеивалась государственными СМИ.

## Прочие аспекты
В связи с тем, что заработная плата в СССР также регулировалась государством, дефицит распространялся и на рабочую силу. Рынок рабочей силы, как таковой, в современном понимании, в СССР отсутствовал. Вследствие дефицита рабочей силы, в стране, как утверждала официальная пропаганда, с началом индустриализации в 1930-х годах полностью исчезла безработица и была установлена система фактически гарантированного трудоустройства (и даже существовала система наказаний за «тунеядство»). Это порождало такие явления, как использование фиктивных работников («подснежников»), заработная плата которых делилась между реальными работниками.
При этом инфляция в СССР, вследствие фиксирования цен, была крайне незначительной. Искусственное сдерживание инфляции путём фиксирования цен в условиях роста благосостояния населения приводило к дисбалансу спроса и предложения, являясь тем самым предпосылкой для возникновения дефицита товаров. С увеличением спроса на что-либо этого товара не хватало на всех имеющих желание и возможность его купить и он «вымывался» из открытой торговли.
Следствием отсутствия конкуренции было фактическое отсутствие в СССР рекламы, как наружной, так и в средствах массовой информации (при этом практически все существовавшие советские бренды и так были великолепно известны населению, а многие остаются широко известными и до сих пор). Отдельные случаи рекламы были немногочисленными, и относились, как правило, к государственным предприятиям, которые занимали монопольное положение («Летайте самолётами Аэрофлота» — реклама единственной в СССР авиакомпании, «Страхуйте имущество от пожара» — реклама монопольного страхового общества Госстрах, «Храните деньги в сберегательных кассах» — реклама монопольного Сбербанка СССР). Но в то же время некоторые образцы рекламы тех лет сейчас оцениваются как произведения искусства.
Товарный дефицит вызвал зеркальное изменение отношения к экспорту и импорту. Экспорт воспринимался как вывоз из страны нужных для неё товаров, возможно, дефицитных, а импорт — как эффективный способ заполнить товарный дефицит. С другой стороны, импорт означал расход такого полезного ресурса, как иностранные валюты. 
Импортные товары (в незначительном количестве попадавшие на рынок СССР) воспринимались населением как «престижные» — ведь они появлялись в другой экономике, где производители вынуждены были, вследствие конкуренции, заботиться о высокой функциональности, надёжности и привлекательном дизайне товаров. Вследствие закрытости рынка и государственной монополии на внешнюю торговлю большинство основных мировых торговых марок в СССР были практически неизвестны, так как государство по различным соображениям не импортировало их. Импортные товары, всё же закупавшиеся государственными внешнеторговыми организациями, всегда были достаточно высокого качества, поскольку предназначались в первую очередь для потребления номенклатуры. Результатом было формирование в сознании населения представления обо всех импортных товарах как о продуктах высокого класса (дешёвый, в том числе «китайский», импорт тогда фактически отсутствовал, так как существенный экономический подъём в Китае начался позднее, и дешёвые товары оттуда под поддельными торговыми марками (напр., Pawasonic вместо Panasonic) ещё не проникли массово на рынок). 
Нелегальной торговлей импортными товарами занимались т. н. фарцовщики, в содружестве с валютчиками.
Само хождение иностранных валют в СССР было ограничено — советский рубль не являлся свободно конвертируемой валютой, и обмен его на другие валюты по свободному (не установленному Госбанком СССР) курсу также считался уголовным преступлением (см. «валютная спекуляция»). Официальный курс советского рубля (по которому можно было совершать обмен валюты только в пределах жёстко определённой суммы, и в особых, административно определённых случаях, например, при поездке за границу) был выше свободного курса «чёрного рынка» примерно в десять раз.
Крайне широкий размах дефицита в заключительный период существования СССР стал существенным фактором политической борьбы: противники КПСС указывали на принципиальную неспособность партийного руководства устранить эту, по их заявлениям, хроническую проблему советской экономики, и обращали внимание населения на существование «закрытых» спецраспределителей, предназначенных для снабжения дефицитными товарами функционеров КПСС (т. н. номенклатуры). В то же время Н. И. Рыжков в своей книге «Главный свидетель» утверждает, что в 1990-91 годах имелись факты сознательного саботажа с целью срыва поставок и дискредитации органов власти. 
Тотальный дефицит в этот период был, согласно одной из версий, вызван прежде всего резким ростом номинальных доходов и накоплений населения в этот период (как следствие, прежде всего, действия «Закона о предприятиях СССР» и «Закона о кооперации в СССР», через разнообразные механизмы, допускающие «обналичку» средств со счетов предприятий, и появления широкого слоя «кооператоров», чьи доходы в принципе не регулировались никакими нормами) при сохранении стабильных государственных цен. Государственные цены практически на все товары первой необходимости были намного ниже равновесного уровня; сторонники Б. Ельцина накануне либерализации цен 2 января 1992 года определяли, что цены занижены в среднем в три раза.
Научное исследование товарного дефицита в СССР затруднено в связи с тем, что вплоть до последних лет существования СССР такие исследования из политических соображений не проводились, а иностранные были слабо известны. Такие исследования стали известны только начиная с 1989—1990 годов, а начиная с 1992 года исчез и сам предмет исследования. В то же время в ряде стран Восточной Европы, в той или иной степени сталкивавшихся с теми же проблемами, подобные исследования иногда проводились, хотя из-за политических соображений обычно не получали широкой известности. Примером является книга «Дефицит» венгерского автора Яноша Корнаи, опубликованная в СССР в 1990 году.

## В СМИ и массовой культуре
Перманентный дефицит товаров — источник вдохновения и критическая цель для множества советских юмористов и сатириков: Аркадий Райкин («Я через завсклад, через директур магазын, через туваровэд достал дифст, вкюс — списифисский»), Михаил Жванецкий («Никогда не знаешь — что завтра пропадёт..»), Геннадий Хазанов («Искусственный дефицит» — «белый яд… чёрный яд…») и др.
Также имел отражение в литературе (регулярные фельетоны и обличительные статьи в советской прессе: сатирическом журнале «Крокодил», «Юность» и пр., во многих советских газетах) и кино («Ты — мне, я — тебе», «Блондинка за углом», «Шапка», Прохиндиада, или Бег на месте, «Детский мир», «Змеелов», «Нужные люди» (1986), Служебный роман, короткометражный «Очередь» Юрия Мамина и др., сатирический киножурнал «Фитиль»), в 1991 году программа «Оба-на!» прославилась своим актуальным сюжетом под названием «Похороны еды».
А также, самое широкое, — в фольклоре, где он стал притчей во языцех и темой множества анекдотов:
«Загадка: что такое — длинное, зелёное и пахнет колбасой? (ответ: Колбасная электричка)»
«Идёт человек по улице, на шее связка рулонов туалетной бумаги. Прохожие к нему бросаются, спрашивают: Где? Где выбросили? — Да нигде, это я из химчистки несу» (схожая шутка была в репертуаре А. Райкина)

«Загадка: что такое — Идёт дефицит в дефиците, несёт дефицит в дефиците? (ответ: Идёт сантехник в дублёнке, несёт копчёную колбасу, завёрнутую в туалетную бумагу.)»

«Загадка: что такое — большой хвост, глаза выпученные, а яйца мелкие и грязные? (ответ: Очередь за яйцами по 90 копеек)»

В магазине: «У вас нет мяса?» — «Нет, у нас нет рыбы, а мяса нету в соседнем отделе»
«„Что такое дефицит в марксистском понимании?“ — „Это объективная реальность, не данная нам в ощущениях“. — „Это вы в идеалистическом понимании, а в практическом?“ — „Объективная реальность данная в ощущениях, но не нам“.» (обыгрывается цитата Ленина «Материя есть объективная реальность, данная нам в ощущении»).
В документальном фильме Александра Сокурова «Пример интонации» (1991) внучка Наины Ельциной задает ей вопрос — есть ли дома кетчуп. Борис Ельцин отвечает на вопрос внучки: «Ты где живёшь? В какой стране? Кетчуп. Нашла... соус-кетчуп. Чай-сахар есть — и то хорошо».

## Примеры дефицитных товаров

### 1930-е
Явлению товарного дефицита предшествовал продовольственный дефицит. В 1935 году была отменена сдерживавшая развитие страны карточная система. Но нормированное распределение в целом сохранилось, приобретя другие формы. Свободная торговля и возможность приобрести нужный товар обставлялась рядом условий. Во-первых, были резко сокращены нормы выдачи продуктов в одни руки. К 1940 году эти нормы по сравнению с 1936 годом сократились в несколько раз. В ряде мест вводилась торговля по спискам. Во-вторых, для уменьшения спроса на отдельные виды продовольствия и товаров на них довольно существенно подняли цены. Несмотря на эти ограничительные меры, дефицит нарастал, в магазинах образовывались огромные очереди.

Я хочу описать то кошмарное положение, которое имелось и имеется у нас в Казани. Но прежде мне хочется задать вопрос, почему наши депутаты молчат, каким образом выполняется план торговли в магазинах, когда до потребителя… ничего не доходит, всё расхищается на базах, а в магазинах это расхищение только завершается? Почему не обратят внимания на сильное истощение детей-дошкольников и школьников, которые не имеют ни сладкого, ни жиров? Почему молчат, что в колхозах не желают работать, бегут в город, посевы остались не убранными в 39 г. и не вся земля засевается в 40 г.? Почему у нас страшный голод и истощение? Почему такое хулиганство на улицах, среди подростков бандитизм? Милиция для них ничто. Почему говорят о достижениях и всеми силами скрывают, что у нас творится? Почему народ озлобляется? Теперь расскажу всё. Вы, мне кажется, даже не представляете, что у нас делается, а наше правительство мало заботится о нуждах населения и не видит голода и истощения среди населения, особенно среди детей. Почему у нас спекуляция растёт не по дням, а по часам? В магазинах у нас буквально ничего. Дети вот уже больше года не имеют самого необходимого. Они истощены до крайности. Какие же они «будущие строители коммунизма»? Где забота о их здоровье? На рынке у нас тоже ничего нельзя достать. Картошки нет. До 15 мая на рынке были продукты, но цены на них таковы… Масло топлёное — 87 р. кило, картофель — 5 р. кило, молоко 18-20 р. (четверть), капуста солёная — 8 р. кило, яйца — 15 р. десяток. Цены без преувеличения, честное слово. Какую зарплату нужно получать, чтобы кормить семью? Ведь рабочий и служащий, а тем более тех. персонал не имеют возможности покупать по таким ценам ничего, кроме картофеля, хлеба и воды… Он голодает! Где же правда? Что это всё значит? Тогда бы сделали хоть так, как сделали с хлебом. К каждому магазину прикрепили и по спискам дают на человека 500 гр. Пусть так же сделали бы и с продуктами, хотя бы сахар и жиры, хотя бы понемногу. В чём виноваты наши дети, что они не видят ни булки, ни сладкого, ни жиров? Даже грудные дети не имеют манной каши. Иногда выбрасывается в магазинах кое-что, но разве можно получить? На весь город имеется один магазин, где бывают конфеты и то не каждый день. Что там делается? Кошмар! Милиция бездействует. Она сама смотрит, где бы чего бы получить без очереди. Для неё это как правило — получать без очереди. Большинство жён милиционеров занимаются спекуляцией, перепродают по базару или ходят по домам. Милицией это всё покрывается. Вот почему у нас не могут изжить спекуляцию. Да и как ей не быть. Работники прилавка на глазах растаскивают редко бываемый товар. И ничего. Пишут, говорят об этом, волнуются, но толку никакого. Работники прилавка тоже занимаются спекуляцией, перепродают через третьи руки. И покупателям что делать? У меня я вижу, как тает ребёнок от истощения, и я на последние гроши покупаю у спекулянток для него сах. песку по 30 р. кило и манной крупы по 25-30 р. кило для каши. Где выход? Кроме спекулянток достать невозможно и негде. Детсады и ясли не охватывают всех детей.— Из письма гражданки Зайченко Председателю Совнаркома В. М. Молотову. Копия — Вышинскому.
Средние зарплаты рабочих на тот период составляли 200—250 рублей.

### 1940-е—1950-е
С 1940 года тотальный дефицит существовал уже практически на всё.
С 1941 по 1947 годы в СССР в связи с тяжёлым экономическим положением, связанным с войной, была введена карточная система распределения. После её отмены и одновременного проведения конфискационной денежной реформы низкие доходы населения и высокие по отношению к ним цены в условиях низких потребностей подавляющего большинства советского народа сдерживали появление широкого дефицита продуктов и товаров.

Так, дважды, накануне Отечественной войны, в 1940 году, и сразу после ее окончания, в 1947 году, из обращения были изъяты огромные денежные массы — примерно их половина. И сразу же магазины стали «ломиться» от избытка. Но изобилие было ложным, кажущимся, объем товаров и продуктов не стал больше, большим стало обнищание народа. Оно приняло столь всеобъемлющий характер, что правительство вынуждено было снижать «кусающиеся» цены: с 1947-го по 1953 год.

В то же время сохранялся острый дефицит на товары первой необходимости. Критическая ситуация сложилась в аптеках с большинством лекарств и медикаментов, в том числе самых необходимых. В декабре 1947 года председатель Комиссии партийного контроля при ЦК ВКП(б) Матвей Шкирятов направил члену Политбюро Андрею Жданову записку, в которой говорилось: «Во время войны мне приходилось проверять работу аптек в части снабжения населения лекарствами, но такого положения, как сейчас, не было».
В годы войны даже на снабжающихся в первую очередь по системе рабочего снабжения оборонных предприятиях недоставало продуктов для того, чтобы полностью обеспечить нормированное карточной системой питание рабочих, служащих и их семей. Например, на уфимском заводе № 26 НКАП (ныне УМПО) продовольственные карточки членов семей рабочих этого завода не отоваривались по 6-7 месяцев.

Ценность трудодня в 1951—1952 годах в большинстве колхозов не превышает таких размеров: 

по зерну — 200—300 грамм на трудодень 
 по картофелю — 2-3 килограмма 
 денег — 
 сено — 

— Из письма председателя колхоза им. Чапаева Владимировской области Сталину от 13 декабря 1952 года 
На июльском пленуме ЦК 1953 года министр торговли А. И. Микоян признавал:

…мясом по-настоящему мы торгуем только в Москве, Ленинграде, с грехом пополам в Донбассе и на Урале, в других местах с перебоями.
Для уменьшения товарного дефицита он предложил закупить за границей шерстяные ткани для пошива костюмов и 30-40 тысяч тонн сельдей.
В конце 50-х годов мясо-молочный дефицит спровоцировало недальновидное решение руководства страны во главе с Хрущёвым по искоренению личных подсобных хозяйств. В 1959 году жителям городов и рабочих посёлков было запрещено держать скот, у колхозников личный скот выкупался государством. Начался массовый забой скота колхозниками. Эта политика привела к сокращению поголовья скота и птицы. Усугубляла ситуацию преступная исполнительность руководителей некоторых регионов (см. Рязанское чудо), стремящихся любой ценой выполнить указание Хрущёва за три года утроить производство мяса в стране.

### 1960-е—1970-е
В начале 1960-х годов существовал дефицит на хлеб и некоторые другие виды продуктов питания, одной из причин для которого послужила засуха. В эти годы появился и разросся книжный дефицит. Вскоре после начала производства в СССР в конце 1969 года туалетной бумаги возник её дефицит.
По мере насыщения рынка некоторыми продуктами питания в столичных регионах и относительного роста благосостояния к концу этого периода дефицитными становятся промтовары: одежда, обувь, бытовая техника, мебель, легковые автомобили и пр.
В нестоличных регионах по-прежнему царил продовольственный дефицит. В ряде городов снова вводилось распределение «по карточкам»: в 1975 году карточки были введены в Волжске, в 1979 — в Волгограде, в 1980 — в Свердловске, в 1981 — в Казани, Новосибирске и Нижневартовске, в 1982 — в Челябинске и Вологде, в 1983 — в Куйбышеве, в 1984 — в Омске.

### 1980—1991
Товарный дефицит достиг пика в период «перестройки» экономики СССР. Следует учитывать значительную разницу между условиями начала-середины 1980-х годов и последними годами существования СССР.
Дефицитом в системе госторговли в конце 1980-х могли быть:
- мясо, варёная колбаса и другие мясные изделия (РСФСР, за исключением Москвы и Ленинграда, в 1988—1990 годах после фактического введения карточной системы мясо и колбаса «пропали» также и в столичных городах);
- натуральный растворимый кофе, какао-порошок;
- сгущённое молоко, сливочное масло;
- тушёнка;
- шоколадные конфеты и другие кондитерские изделия, шоколад;
- импортные фрукты: бананы, апельсины, мандарины и прочие;
- отечественные фрукты: виноград, груши, сливы в том числе в период урожая. Торговля скоропортящимися продуктами и в более благополучные времена была поставлена довольно скверно, частично это объяснялось несовершенством технологий того периода. Однако даже свежие сезонные продукты в регионах производства стали дефицитом;
- мебель (в том числе так называемые «стенки»);
- обои, кафель, сантехника;
- ковры, хрустальные вазы, другие товары советского «статусного потребления». В период начавшейся нестабильности эти товары использовали как средство вложения. При высоком спросе, они моментально вымывались из розничной торговли;
- кухонные сервизы;
- чулочно-носочные изделия;
- туалетная бумага;
- качественная художественная, детская, историческая, учебная и техническая литература, актуальные периодические издания (газеты и журналы);
- презервативы и таблетированные противозачаточные средства;
- лекарства для лечения сложных видов заболеваний;
- детские товары (обувь, одежда, игрушки, пелёнки, распашонки);
- обувь;
- оправы для очков;
- цветные телевизоры, магнитофоны и отечественные видеомагнитофоны;
- аудио- и видеокассеты для магнитофонов;
- холодильники, стиральные машины и пылесосы;
- автомобили «Жигули», «Москвич», «Запорожец»;
- запчасти для автомобилей, автомобильные покрышки и пр. (отходя надолго от машины, водитель снимал дворники, чтобы не украли);
- мыло, полотенца, зубная паста (с конца 1980-х);
- лекарства, медикаменты и постельные принадлежности в больницах (их для больных доставали родственники);
- табачные изделия (некоторые люди собирали и продавали окурки поштучно и в литровых банках, с конца 1980-х);
- алкоголь, одеколоны, парфюмерия (дефицит этих товаров был вызван началом антиалкогольной кампании 1985 года, что и спровоцировало резкий рост потребления суррогатов алкоголя) — после начала антиалкогольной кампании;

(данный список является приблизительным и весьма неполным, точный перечень зависел от конкретного региона).
К 1990 году система карточного распределения продуктов питания добралась  и до Москвы, появились талоны на сахар, водку, табачные товары. Продажа большей части других продуктов питания велась строго лимитированно по так называемым "визитным карточкам покупателя".
Уже после распада СССР, накануне нового 1992 года все полки в магазинах оказываются пустыми: всё было раскуплено (или припрятано) в ожидании реформы — освобождения розничных цен с 2 января 1992 года. О реформе Ельцин ещё в октябре заявил в «Обращении к народам России»: «Хуже будет всем примерно полгода. Затем снижение цен, наполнение потребительского рынка товарами, а к осени 1992 года, как обещал перед выборами, стабилизация экономики, постепенное улучшение жизни людей».

## Формы протеста
В 1990 году в Москве, Ленинграде, Свердловске, Перми и Калинине стоявшие в многочасовых очередях люди без всякой надежды «отоварить» талоны на табачные изделия и водку, устраивали стихийные митинги и перекрывали проезжую часть улиц (в том числе Невский проспект).

## Попытки преодоления дефицита
Академик В. М. Глушков предлагал внедрить систему ОГАС для сбора и учёта информации со всех предприятий на территории СССР, включая сеть розничной торговли. По его замыслу, такая система позволила бы анализировать и корректировать в режиме реального времени неточности планирования экономики, в том числе товарный дефицит. К середине 1964 года был разработан эскизный проект системы ОГАС, но в 1965 году он был отклонён правительством, так как был сочтён слишком дорогим, а его необходимость не посчитали обоснованной.
В связи с нарастающим товарным дефицитом, как следствия кризиса экономики СССР, в 1979 году руководство страны попыталось вернуться к более облегчённому варианту экономической реформы 1965 года, предлагавшейся Косыгиным, также называемой в историографической литературе «постановлением № 695», которое, однако, так и не вступило в силу в связи со смертью Косыгина и вступлением на пост Тихонова.
Одной из попыток увеличения производства продовольствия в целях уменьшения дефицита в 70-х — начале 90-х стало снижение качества продуктов. Повсеместно стало выпускаться бутербродное масло с большим содержанием влаги. В варёной колбасе содержание сои достигало 30 %, колбаса стала водянистой. В относительно свободной продаже распространились субпродукты 2 категории и консервы из них под названием «Завтрак туриста». Вместо натурального кофе появились эрзац-кофейные напитки — цикориевые, ячменные, желудёвые («Ячменный», содержащий 20 % цикория и 80 % ячменя, «Кубань», содержащий 16 % цикория, 40 % ржи, 30 % ячменя и 15 % овса, «Здоровье» с цикорием, ячменём и желудями, а для детей «Артек», «Пионерский», «Детский», в состав которых помимо перечисленного была включена каовела — оболочка бобов какао и ореховая мука). 
В учреждениях общественного питания, вследствие дефицита мясных продуктов, в противовес не пользующимся популярностью из-за низкого качества рыбопродуктам появились дни с исключительно рыбным ассортиментом (преимущественно хек, минтай и рыбные котлеты). Дело дошло до выпуска в продажу мяса криля (т. н. паста «Океан») и китового мяса, которые не пользовались спросом. Несколько лучше обстояло дело с икрой минтая, которая недорого продавалась на развес, однако развесной характер продаж и отсутствие надёжных консервантов приводили к порче продукции. С 1976 года в общепите совместным постановлением ЦК КПСС и Совета министров среди прочего на всей территории Советского Союза установился единый день с рыбным меню — четверг, прозванный «рыбным днём», а в стране начато строительство магазинов рыбной продукции сети «Океан».
В 1990 году в СССР были выпущены облигации Государственного целевого беспроцентного займа. На вырученные деньги планировалось наладить выпуск сложной современной бытовой техники, расширить уже существующие производства и создать новые, а затем рассчитаться с владельцами облигаций произведёнными товарами народного потребления. Стоимость именной облигации примерно равнялась цене товара, который должен был получить её владелец. Например, облигация «для приобретения телевизора цветного изображения» стоила 1000 рублей. Другие облигации должны были обратиться в автомобиль («Волга», «Москвич-2141», «ВАЗ-2108», «ВАЗ-2109», «Таврия»), отечественные мотоцикл с коляской, мини-трактор, стиральную машину-автомат, видеомагнитофон, печь СВЧ, швейную машину «Зиг-заг», одно- или двухкамерный холодильник (типа «Минск», «ЗИЛ») либо отечественный персональный компьютер. Планировалось выпустить несколько целевых беспроцентных займов на общую сумму до 10 млрд рублей. 
В срок до 1 июля 1992 года владельцы облигаций должны были зарегистрировать их в определённых торговых точках по месту жительства, а в течение 1993 года там же получить указанные товары. Предполагалось, что товар по облигации можно будет получить до 1 января 1995 года, а позднее — только её нарицательную стоимость. После 1 января 1997 года облигации утрачивали свою силу. 
Распределялись облигации по разнарядкам — через предприятия и исполкомы. Где-то правом купить такую облигацию награждали передовиков или ветеранов производства, где-то тянули жребий, где-то они достались «своим людям». Позже гарантийные бумаги можно было выкупить в учреждениях Сбербанка СССР. Проверить прочность обязательств государства в связи с переходом на рыночную систему хозяйствования и исчезновением товарного дефицита держателям облигаций целевого займа не удалось. С 1995 года началась постепенная выплата компенсаций в ценах, сопоставимых со стоимостью находящихся в свободной продаже товаров, аналогичных указанным в облигациях.
Дефицит продовольствия в годы СССР решался, начиная с 30-х годов, в том числе раздачей трудящимся участков земли под садоводство и огородничество. Бум садоводческих товариществ приходился на годы обострения проблем с продуктами питания в госторговле.